# 黄色ブドウ球菌
黄色ブドウ球菌（おうしょくブドウきゅうきん、漢字表記：黄色葡萄球菌、Staphylococcus aureus）とは、ヒトや動物の皮膚、消化管（腸）常在菌（腸内細菌）であるブドウ球菌の一つ。
ヒトの膿瘍等の様々な表皮感染症や食中毒、また肺炎、髄膜炎、敗血症等致死的となるような感染症の起因菌でもある。学名はStaphylococcus aureus （スタフィロコッカス・アウレウス）。属名Staphylococcus のStaphylo-は「ブドウの房状の」、coccus は「球菌」の意であり、種小名aureus は「黄金色の」を意味する（金の元素記号や、オーロラなどと同じ語源）。葡萄の房に似た形状をしているため、本来の漢字表記は「黄色葡萄球菌」だが、このように書かれることはほぼ無く、「葡萄」の部分は「ブドウ」と片仮名で表記される。

## 性状

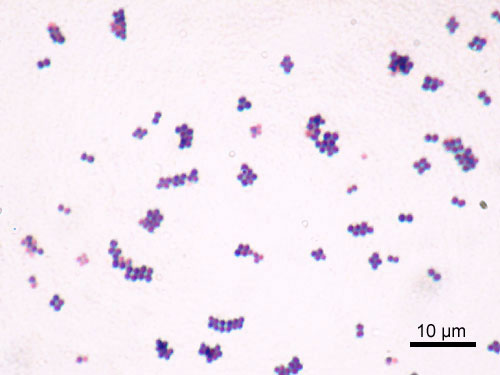
黄色ブドウ球菌（グラム染色）

ブドウ球菌は、通性嫌気性のグラム陽性球菌である。顕微鏡で観察すると、ブドウの房のように複数の細菌が集団を形成している。他の細菌と比較して高濃度 (10%) の食塩存在下でも増殖が可能であり、またカタラーゼ活性、ブドウ糖発酵性を持つなどの生化学的特徴を利用して分離・同定される。
他のブドウ球菌と黄色ブドウ球菌の違いは、コアグラーゼと呼ばれるウサギ血漿を凝集させる酵素を産生するかどうかで決まり、ヒトの体表に生息してコアグラーゼを産生するものが黄色ブドウ球菌である。また典型的な一部の黄色ブドウ球菌は黄色の色素を産生するため、培地上で培養したとき黄色いコロニー（細菌の集落）を形成する。当初はこの性質によって判別されており、これが「黄色」と呼ばれる由来であったが、現在は色素産生の有無ではなく、コアグラーゼ産生能で判別される。
薬剤耐性の性状によりバンコマイシン耐性黄色ブドウ球菌、メチシリン耐性黄色ブドウ球菌などに区別される。

## 医学的特徴
黄色ブドウ球菌は人体の皮膚表面、毛孔に存在する。特に鼻腔内に存在する常在菌であり、約30% - 100%のヒトが保有していると言われる(諸説あり)。ヒトの皮膚に常在するブドウ球菌の中では毒性が高く、他のブドウ球菌では健常者に対して病気を起こさない（ただし日和見感染を起こすことはある）のに対し、黄色ブドウ球菌は健常者に対しても病気を起こしうる。ただし黄色ブドウ球菌も、健常者では通常の生育場所である皮膚表面や鼻腔などでの増殖自体が発病につながることは少なく、創傷部などから体内に侵入した場合に発病することが多い。感染力は強い部類に属するが、菌が少なければ通常その毒性は弱い。

## 病原因子

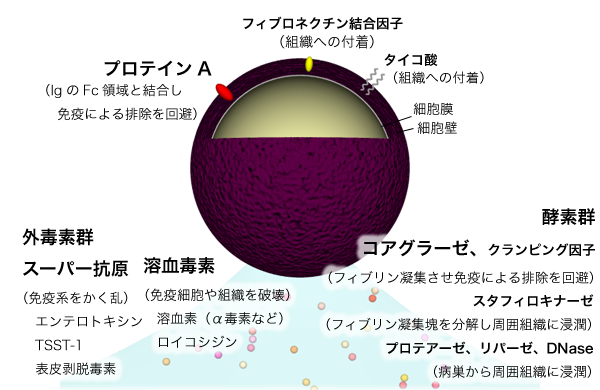
黄色ブドウ球菌の病原因子

黄色ブドウ球菌の病原性に関わる因子には以下のものが知られている。
- 細胞に局在する病原因子
  - プロテインA - 細胞壁に存在するタンパク質で、黄色ブドウ球菌のほとんどが有する特徴的な成分の一つ。抗体（免疫グロブリン）のFc領域に結合する性質を持ち、これによって抗体の持つ生物活性を抑制することで、菌が免疫系によって排除されることを防ぐ働きを持つ。
  - フィブロネクチン結合因子 - 細胞壁に存在するタンパク質で、フィブロネクチンと結合して体内に定着する働きを持つ（定着因子）
  - タイコ酸 - 細胞壁に存在する分子で宿主細胞との結合を高める（定着因子）
- 外毒素（細胞外に放出される毒素）
  - エンテロトキシン群 - 食中毒の原因となる黄色ブドウ球菌が産生する。下痢や腹痛などの直接の原因になるほか、嘔吐中枢にも作用して嘔吐の原因にもなる。スーパー抗原としての活性を持つ。
  - TSST-1（毒素性ショック症候群毒素-1） - 毒素性ショック症候群（後述）の原因となる毒素。強いスーパー抗原活性を持ち、発熱や悪心、ショック症状を引き起こす。免疫系をかく乱する役割を果たす。高吸収性の月経用、鼻腔用タンポンの使用によって、本毒素の産生が著しく増大することが知られている。
  - 表皮剥脱毒素 - スーパー抗原の一種。
  - 溶血素（ヘモリジン）- 赤血球を破壊する溶血活性を持つ毒素群[1]であり、特にα毒素が重要な病原因子。免疫細胞を破壊することで菌の排除を防ぐ働きを持つ。また組織破壊によって病巣部から周辺組織に侵入する際にも働く。
  - ロイコシジン - 白血球を殺す毒素[1]であり、免疫細胞の破壊によって菌の排除に対抗している。
- 酵素（病原性に関わる酵素群）
  - コアグラーゼ、クランピング因子 - 血漿を凝固させ、フィブリン形成を起こす。これによって菌の増殖の場となる凝集塊を作り出し、白血球や血漿中の抗体による排除を防ぐ働きがあると考えられている。
  - スタフィロキナーゼ - 析出したフィブリンを溶解させる働きを持つ。菌が凝集塊の中で増殖した後、その凝集塊を分解して周囲に感染を広げる際に働くと考えられている。
  - プロテアーゼ、DNase、リパーゼ - タンパク質、核酸、脂質を分解し、周辺組織を分解して感染の拡大に関わる。

## 疫学
毎年、アメリカ合衆国では50万人が黄色ブドウ球菌感染症で医療機関を受診する。抗生物質の安易な処方が原因で、黄色ブドウ球菌は、特に多くの一般に利用される抗生物質に耐性（抵抗性）を持つ変種を生み出してきた。特に問題となるのは、そのような耐性菌に対し開発された薬剤に対する耐性菌が出現する事である。単一の薬剤に対し耐性を獲得した菌は、耐性を有する薬剤名を冠しペニシリン耐性菌、メチシリン耐性菌はMRSA、バンコマイシン耐性菌はVRSAと呼ばれる。また複数の薬剤に対し耐性を獲得した菌は多剤耐性菌と呼ばれる。なお、メチシリンに対する感受性のある菌はMSSAと呼ばれる。

## 臨床像
黄色ブドウ球菌による疾患は、感染病原性と毒素病原性とに大別される。前者はブドウ球菌が体内で感染・増殖することによる疾患であり、各種の化膿性疾患や肺炎、急性心内膜炎、菌血症が含まれる。後者は感染や増殖そのものよりも、ブドウ球菌が産生する毒素による症状であり、食中毒、毒素性ショック症候群(Toxic shock syndrome, TSS)、熱傷様皮膚症候群がこれにあたる。

### 感染症
黄色ブドウ球菌による感染は、表皮およびその直下の組織に限局した部位に見られることが多い。毛孔や創傷部から感染が起きると、伝染性膿痂疹（とびひ、インペティーゴ）、癤（せつ、フルンケル）、癰（よう、カルブンケル）、蜂巣炎など、表皮限局性の化膿性疾患の原因になる。また、カテーテルや心臓弁など、医療行為に用いる異物に付着して、そこで骨髄炎、関節炎などの深部限局性感染を起こすことがある。これらの疾患で生じる膿瘍内で細菌は増殖するが、さらに細菌の増殖が進むと、スタフィロキナーゼや各種プロテアーゼなどの働きによって病巣周辺の組織を破壊しながら周囲に浸潤し、ときに血流に入って、菌血症や敗血症、急性心内膜炎、肺炎などを引き起こすことがある。

#### 皮膚感染症
黄色ブドウ球菌による感染症としては頻度が高く、正常な免疫を持つヒトにもしばしば発症する。
皮膚感染症のうち最も表面に近い部分に起こるのが伝染性膿痂疹（Impetigo、「とびひ」）である。皮膚表面にべったりとした黄色の膿痂（かさぶた）を伴ったびらんが現れる。びらんは痛痒いため、特に小児ではこのびらんを掻破してしまう。びらんを掻破した爪で他の健常皮膚面を掻破することにより、その健常皮膚面に新たなびらんを形成する。こうして病巣が播種していくのが「伝染性」膿痂疹の特徴である。
毛孔から感染し、毛嚢およびその周囲の真皮・皮下組織の一部に炎症を起こすのが癤（せつ、Furuncle）である。癤が複数の毛孔におよび、癒合したものは癰（よう、Carbuncle）と呼ばれる。特に顔面にできた癤や癰は面疔と呼ばれ、放置すると髄膜炎を起こす危険があるため、確実な治療が必要とされる。
表皮内部に感染を起こすのが蜂窩織炎（蜂巣炎）である。通常の細胞構造を細菌及び炎症細胞が破壊し、｢蜂の巣｣状の病理組織を形成することがこの名の由来である。蜂窩織炎の局所は発赤・腫脹し、熱感と疼痛を伴う。境界はやや不明瞭であることが多い（A群β溶血性連鎖球菌で起こる丹毒では境界明瞭である）。
膿痂疹は局所を消毒し、掻破しないように心がけるだけでも治ることがある。他の皮膚感染症には抗菌薬の投与が必要である。ペニシリン系のクロキサシリン (MCIPC)、スルバクタム/アンピシリン合剤 (SBT/ABPC)、第1世代セフェムのセファゾリン (CEZ) などが通常用いられる。正常な免疫を持つ患者ではMRSAによる皮膚感染の頻度は低く、治療の最初から抗MRSA薬を用いることはしない。

#### 肺炎、肺化膿症
高齢者や人工呼吸器管理中の患者などには、黄色ブドウ球菌による肺炎、肺化膿症が起こりうる。これらの患者の多くでは過去に抗菌薬を投与されており、MRSAの頻度が高いことに注意が必要である。喀痰および胸水のグラム染色が迅速診断に有用であり、適切な抗菌薬の選択が必要である。

#### その他の病巣感染症
人工弁、人工関節、中心静脈カテーテルなど体内に異物が存在する患者では、血流中に侵入した黄色ブドウ球菌がこれら異物に定着して感染症を起こすことがある。また、異物がなくても、骨髄炎や関節炎などの特殊な病巣感染症を起こす場合がある。黄色ブドウ球菌によるこれらの病巣感染症では、しばしば抗菌薬投与のみでは不足であり、病巣に対する外科的処置が必要となる（人工弁の入れ替え、カテーテル抜去、関節腔の切開排膿など）。

### 毒素性疾患

#### 食中毒

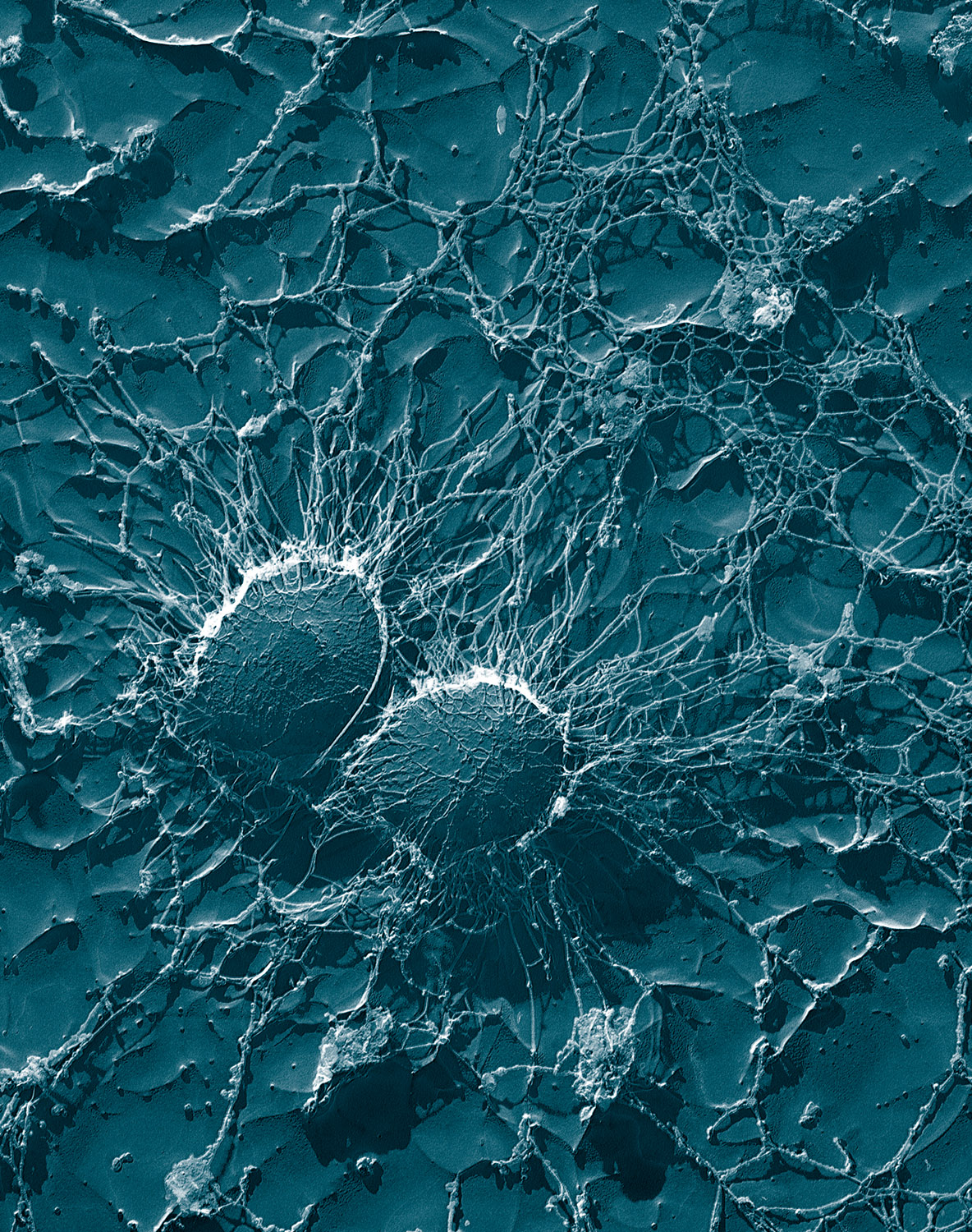
透過型電子顕微鏡写真（50,000倍）

黄色ブドウ球菌による食中毒は、食品中で増殖してそこで黄色ブドウ球菌エンテロトキシン毒素を産生するために起きるものである。この毒素は耐熱性で、食品を加熱することによってブドウ球菌そのものが死滅しても、毒素は耐熱性のためそのまま残る。それを食べた場合に激しい嘔吐を伴う食中毒を引き起こす。このような食中毒を毒素型食中毒と呼ぶ。一方、サルモネラや病原大腸菌などの場合は生きた細菌が腸内に感染することによって起きる感染型食中毒を引き起こす。すなわちブドウ球菌による食中毒は感染症ではなく、むしろ毒キノコを食べるケースに近い。
黄色ブドウ球菌による食中毒は潜伏期が短く、汚染された食品を食べたあと2〜3時間（エンテロトキシン濃度が高ければ数十分程度）で発症し、その後すみやかに終息する。しかし、症状が激しい場合には、ショック症状に陥る場合もあるため、健康に異常を感じた場合は医療機関に受診するのが望まれる。主に悪心と嘔吐が現れ、場合によっては腹痛や下痢、粘血便を伴うこともある。発熱は少ない。黄色ブドウ球菌による食中毒は、症状が嘔吐に集中するのが特徴でもある。黄色ブドウ球菌自体が体内に入る感染症ではないため、抗菌薬の投与は不要であり、輸液により水分・糖・電解質を補充して症状の改善を待つ。

#### 毒素性ショック症候群
毒素性ショック症候群 (英: Toxic shock syndrome, TSS) は、黄色ブドウ球菌の産生するTSST-1 (Toxic shock syndrome toxin 1) という毒素による症候群。TSST-1がスーパー抗原として働き、発疹、下痢・嘔吐、血圧低下（ショック）、播種性血管内凝固、多臓器不全などを来たす致命的な疾患である。なお、黄色ブドウ球菌以外の細菌の毒素によって引き起こされることもある。
昇圧剤、輸血、蛋白分解酵素阻害薬などの対症療法のほか、毒素の除去および急性腎不全に対する治療のために血漿交換や持続的血液濾過透析などの血液浄化法を行う。

#### 新生児TSS様発疹症
新生児TSS様発疹症（Neonatal TSS-like Exanthematous Disease, NTED（エヌテッド、と読まれることが多い））は、生後数日以内の新生児に発症する毒素性疾患で、原因菌はほとんどMRSAである。TSST-1 like toxinという毒素がスーパー抗原となって発症する。発疹、軽度の発熱、ときに哺乳不良が症状であり、血液所見では血小板減少と軽度の炎症反応を伴う。ときに血小板輸血が必要となることもあるが、TSSとは異なり、おおむね予後良好な疾患である。治療法として特異的なものはないが、多くの場合抗MRSA薬が投与される。

#### ブドウ球菌性熱傷様皮膚症候群
ブドウ球菌性熱傷様皮膚症候群（Staphylococcal Scalded Skin Syndrome, SSSS（フォーエス、と読まれることが多い））は、乳幼児に特有の毒素性疾患である。黄色ブドウ球菌が産生するExfoliative (Epidermolytic) toxin-A,Bがその原因であり、毒素が表皮に沈着してスーパー抗原として働くことで、表皮の細胞間結合が破壊される。
症状は全身の皮膚のびらん、水疱形成で、著しい痛みを伴う。一見正常に見える皮膚面でも、物理的刺激により水疱を形成する（ニコルスキー現象）。そのため、水疱・びらんは間擦部、つまりひじの内側やわきの下、首の周りなどにできやすい。多くの場合、口周囲には膿痂疹ができており、膿痂からは黄色ブドウ球菌が検出される。治療に特異的なものはないが、膿痂疹を伴っていることが多いためセファゾリンなどの抗菌薬を使うことが多い。MRSAが検出されることも少なくないが、抗MRSA薬は通常用いない。また、不機嫌で経口摂取を取れなくなることがしばしばあり、輸液が必要となることが多い。SSSSそのものは、数日で自然軽快する疾患である。

## 治療
感受性のある抗生物質により治療をおこなう。

さまざまな薬剤に対する耐性を獲得した菌株もある。黄色ブドウ球菌はもともとペニシリン感受性であったが、現在分離されるものの多くはペニシリン耐性である。セフェム系やストレプトマイシンなどの薬剤にも耐性のものが多い。これらの状況から、用いる薬剤については当該菌に対し感受性のある薬剤を用いるのがのぞましい。